# Wincenty Niemojowski
Wincenty Niemojowski (* 5. April 1784 in Slupin; † 1834) war ein polnischer liberaler Politiker.

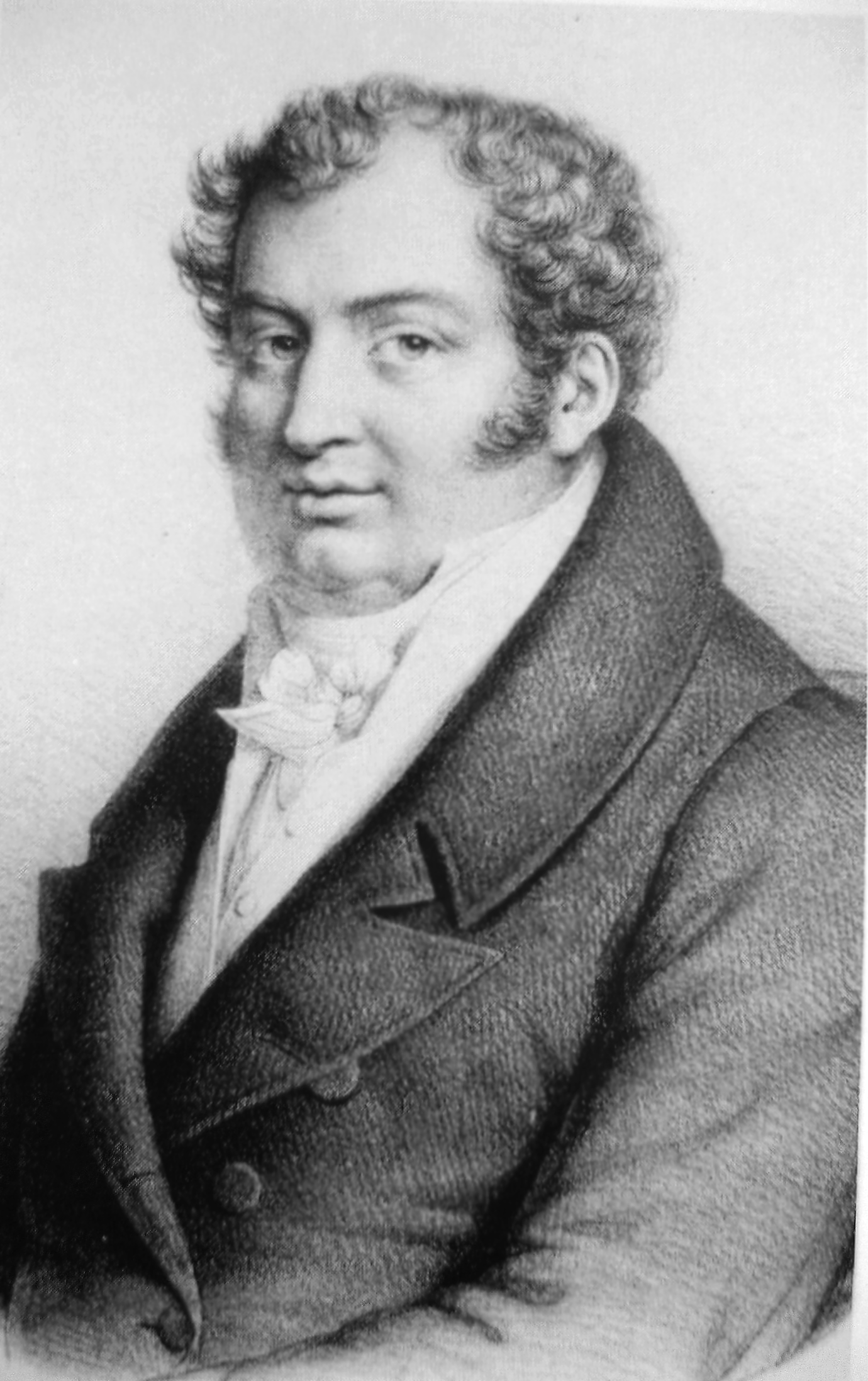
Wincenty Niemojowski

## Leben
Er stammte aus einer angesehenen Familie und war Bruder von Bonawentura Niemojowski. Er studierte in Halle an der Saale und in Erlangen Rechtswissenschaften. In Erlangen wurde er 1802 Mitglied des Corps Guestphalia und 1804 des Corps Marchia. Danach arbeitete er zur Zeit des Herzogtums Warschau im Verwaltungsdienst in Kalisz. Im Jahr 1818 wurde er in das Parlament von Kongresspolen gewählt. Zusammen mit seinem Bruder organisierte er eine liberal ausgerichtete Oppositionsbewegung gegen die Verletzung der Verfassung von 1815 durch die Russen. Da beide Brüder in der Region Kalisz gewählt wurden, nannte man ihr politische Gruppe Kaliszanie. Er wurde mehrfach wegen seiner politischen Haltung verhaftet.  
Während des Novemberaufstandes von 1830/31 war er Mitglied der nationalen polnischen Regierung. Er war Vizepräses der Regierung und zuständig für Verwaltung und Polizei. Nach den Unruhen im August 1831 in Warschau legte er sein Regierungsamt nieder. Er war auch Redakteur der Tageszeitung Kurier Poranny (Morgenkurier) in Warschau. 
Er war Gegner der Diktatur von Józef Chłopicki und befürwortete eine Demokratisierung des Parlaments. Allerdings stand er einer sozialen Revolution ablehnend gegenüber. 
Nach dem Ende des Aufstandes wurde er von den Russen festgenommen. Er weigerte sich die Unterwerfungsakte zu unterzeichnen. Er wurde zunächst zum Tode verurteilt, dann zur Zwangsarbeit begnadigt und starb auf dem Weg in die Verbannung nach Sibirien.